# Bad Urach
Bad Urach è una città tedesca di 12 561 abitanti, situata nel land del Baden-Württemberg.

## Monumenti e luoghi d'interesse
- Castello di Urach